# 布莱恩-根施马尔
布莱恩-根施马尔（德語：Bleyen-Genschmar）是德国勃兰登堡州的市镇，隶属于梅尔基施-奥得兰县，总面积为29.73平方千米，截至2020年总人口为438人。